# 다이모쓰역
다이모쓰역(일본어: 大物駅, だいもつえき)은 일본 효고현 아마가사키시 다이모쓰초 2초메에 있는 한신 전기철도의 역이다. 역 번호는 HS 08이다.

## 역사
- 1905년 4월 12일: 한신 본선의 개통과 동시에 영업 개시.
- 1924년 1월 20일: 덴포 선(현, 한신 난바 선) 영업 개시.
- 1964년 5월 20일: 덴포 선이 니시오사카 선으로 노선명 변경.
- 1978년 3월 26일: 고가화.
- 2003년 7월 26일: 아마가사키 역 개량 공사에 따라 니시오사카 선의 아마가사키 ~ 당역 구간 단선이 됨.
- 2008년 12월 20일: 아마가사키 역 개량 공사 진척에 따라 니시오사카 선의 아마가사키 ~ 당역 구간이 복선으로 복귀함.
- 2009년 3월 20일: 니시오사카 선이 한신 난바 선으로 노선명 변경.
- 2012년 3월 20일: 한신 난바 선으로 개정 이후 실시된 평일 낮의 한신 난바 선 직통 쾌속 급행 정차 취소.
- 2014년 4월 1일: 역 번호 도입.

## 이용 가능 철도 노선
- 한신 전기철도
  - 본선
  - 한신 난바 선

※ 본 역 ~ 아마가사키 역간은 두 노선의 병행 구간이다.

## 역 구조
쌍상대식 승강장 3면 4선의 고가역이다. 한신 난바 선은 아마가사키 방향에 아마가사키 차고에 대한 분기점이 있어 정류장에서는 없지만 본선은 분기기, 절대 신호가 없어 정류장으로 분류된다. 개찰구와 대합실은 2층, 승강장은 3층에 있다. 개찰구는 1개소뿐이다. 본선 플랫폼은 약간 굽어 있다.

### 승강장
| 승강장 | 노선           | 방향 | 행선                                             |
| ------ | -------------- | ---- | ------------------------------------------------ |
| 1      | ■ 본선         | 상행 | 노다・우메다 방면                                |
| 2      | ■ 본선         | 하행 | 아마가사키・고베 (산노미야)・아카시・히메지 방면 |
| 3      | ■ 한신 난바 선 | 상행 | 니시쿠조・돔마에・난바・나라 방면                |
| 4      | ■ 한신 난바 선 | 하행 | 아마가사키・고베 (산노미야)・아카시・히메지 방면 |

- 1,2번 선은 본선, 3,4번 선은 한신 난바 선의 승강장이다. 2,3번 선은 섬식 승강장이고, 우메다 방면에서의 열차에서 난바, 나라 방면 행은 평면 환승이 가능하다.

- 승강장 유효 길이는 1번 선이 100m로 현재는 한신 차량 4량 편성이 정차한다. 2 ~ 4번 선은 130m로 한신의 19m급 차량 및 긴키 닛폰 철도 21m급 차량 모두 6량 편성이 정차 가능하다.

- 아마가사키 역 개량 공사에 따라 아마가사키 역까지 니시오사카 선(현, 한신 난바 선) 일시 단선화로 상행선 만을 사용한 기간(2003년 7월 26일 ~ 2004년 3월 26일, 2008년 2월 2일 ~ 2008년 12월 19일)은 니시오사카 선의 상하행 열차는 모두 3번 선에서 발착하였다.

- 역이 굽어 있고 선로에 캔트가 붙어 있어 전차와 승강장 사이도 꽤 넓은 부분이 있다. 본선에서는 통과 속도가 105 km/h로 제한되고 있다.

## 역 주변
- 국도 제2호선
- 국도 제43호선
- 후쿠치야마 선의 남쪽 부분
- 다이모쓰 공원 - D51형 증기 기관차가 정태 보존되어 있다.
- 오다미나미 공원 - 나이터 시설이 존재하고 연식 야구장 등이 있는 공원으로 휴일은 소년 야구가 열리고 조깅이나 바베큐를 즐기는 사람들이 모여 붐빈다.
- 효고 현립 아마가사키 병원
- 아마가사키 시립 산업 향토 회관
- 아마가사키 시 동부 제2정화센터
- 간사이 어린이 복지 전문학교
- 자애 보육원
- 가라타치 유치원
- 오모노누시노 신사
- 사이쿄지 절
- 한신 라이딩 스쿨 - 이륜차 전문 교습소.
- 유니치카 기념관 - 1900년, 니치보(다이니혼 방적)의 전신인 아마가사키 방직 본사 사무실로 지어진 양옥식 건물. 역의 남쪽, 국도 제43호선 옆에 위치.
- 한신 전기철도 다이모쓰 변전소
- 아마가사키 다이모쓰 우체국
- 아마가사키 우체국

## 버스 노선
가장 가까운 정류장은 히가시모노모노초 1초메 또는 한신 다이모쓰이다. 한신버스(아마가사키 시내선)가 운행하는 노선은 다음과 같다.
- 북쪽행
  - 51번: JR 아마가사키(남쪽)(히가시모노노마치 1초메에만 정차)
  - 52・52A번：JR아마가사키(남쪽)
  - AD1번: 무코 영업소
  - AD2번: 한큐 츠카구치
  - AD3번: 한큐 소노다(북쪽)
- 남쪽행
  - 51번: 한신 구이세(히가시오모노마치 1초메에만 정차)
  - 52번: 코스모 공업단지 앞 방향
  - 52A번: 코스모 공업단지 앞
  - AD1・AD2・AD3번：아마가사키 드라이브 학교 앞

## 인접역
| 한신 전기철도 ■ 본선             | 한신 전기철도 ■ 본선     | 한신 전기철도 ■ 본선           |
| -------------------------------- | ------------------------ | ------------------------------ |
| HS 07 구이세 우메다 방면         | ■ 보통                   | 아마가사키 HS 09 신카이치 방면 |
| 한신 전기철도 ■ 한신 난바 선     |                          |                                |
| HS 09 아마가사키 아마가사키 방면 | ■ 준급 ■ 구간준급 ■ 보통 | 데키지마 HS 49 오사카난바 방면 |